# Carta del trabajo (Francia de Vichy)
La Carta del Trabajo (francés: Charte du travail) fue una legislación laboral promulgada en Francia el 4 de octubre de 1941 por el régimen de Vichy, durante la ocupación nazi. Su propósito era reformar las relaciones laborales eliminando la lucha de clases y promoviendo la cooperación entre empleadores y trabajadores.
La Carta fue derogada por una ordenanza del Gobierno Provisional de la República Francesa el 27 de julio de 1944.

## Fondo

### Disolución de los sindicatos (noviembre de 1940)
El régimen de Vichy inició la reestructuración de las relaciones laborales con la promulgación de la Ley del 16 de agosto de 1940, la cual creó comités de organización para las ramas industrial y comercial.Posteriormente, el 9 de noviembre de 1940, se emitieron decretos que disolvieron las principales organizaciones sindicales y patronales.
Entre los sindicatos afectados se encontraron:
Las principales organizaciones sindicales disueltas comprendieron:
- Confederación General del Trabajo (CGT)
- Confederación Francesa de Trabajadores Cristianos (CFTC)
- Confederación de Sindicatos Profesionales Franceses (CSPF)

Las principales organizaciones de empleadores disueltas incluyeron:
- Confederación General del Patronato Francés (CGPF)
- Comité des Forges
- Comité Central de Minas de Carbón de Francia (CCHF)

### Influencias
La Carta del Trabajo estuvo influenciada por varias tendencias ideológicas y sociales:
- Defensores sindicalistas cercanos al Ministerio de Trabajo, encabezados por René Belin, que buscaban la colaboración de clases.
- El modelo corporativista de la Italia de Benito Mussolini, que era más autoritario.
- El catolicismo social, en particular la obra de René de La Tour du Pin, que enfatizaba la armonía corporativa.
- Tradiciones reaccionarias antiilustradas y antirrevolucionarias que se oponían al sindicalismo y buscaban un retorno a los sistemas prerrevolucionarios.
- Modelos económicos como los del Portugal de António de Oliveira Salazar, que hacían hincapié en las asociaciones de empleadores y empleados.

El mariscal Pétain solía tratar temas sociales en sus discursos, resaltando la importancia de la colaboración entre profesionales y la unidad nacional.

## Desarrollo
La elaboración de la Carta fue resultado de acuerdos entre los partidarios del sindicalismo corporativista y los corporativistas tradicionales próximos a Pétain. En última instancia, la responsabilidad de redactar la versión definitiva correspondió a Gaston Cèbe, asesor especial de la Presidencia del Consejo.

### Adopción
La versión definitiva fue aprobada por el Consejo de Ministros el 4 de octubre de 1941 y publicada en el Journal Officiel el 26 de octubre de 1941.

## Provisiones
La Carta estableció "familias" profesionales o corporaciones agrupadas por sectores, que incluían sindicatos únicos obligatorios y comités empresariales encargados de regular las relaciones laborales. Además, prohibió las huelgas y los cierres patronales (Artículo 5) e incorporó la idea del salario mínimo vital (Artículo 54).

## Legado
La Carta fue un antecedente de los comités de empresa y de los modelos de relaciones laborales que se instauraron después de la Liberación. No obstante, su aplicación bajo el régimen de Vichy encontró mucha resistencia, y su enfoque corporativista no logró una aceptación amplia.